# Porlieria
- Commons
- Wikispecies

Porlieria é um género botânico pertencente à família Zygophyllaceae.

## Espécies
- Porlieria angustifolia
- Porlieria arida
- Porlieria chilensis
- Porlieria hygrometra
- Porlieria microphylla
- Porlieria spartea

1. ↑  «Porlieria — World Flora Online». www.worldfloraonline.org. Consultado em 19 de agosto de 2020